# Mariama Bâ
Mariama Bâ (Dakar, 17 d'abril de 1929 - Dakar, 17 d'agost de 1981) fou una novel·lista, professora i feminista senegalesa.
Va néixer a Dakar en el si d'una família benestant, criada pel seu avi i la seva àvia, ja que sa mare va morir quan ella era petita. El seu pare va ser ministre de Salut el 1956. Ella va estudiar a l'Escola Normal de Rufisque, on va obtenir el títol de mestra d'ensenyament primari. Va exercir durant dotze anys i va arribar a ser inspectora escolar regional. Va ser pionera en la lluita pels drets de les dones.
Així doncs, va participar en diverses organitzacions de dones i va escriure articles als periòdics locals sobre els drets de les dones, i també contra la política francesa d'assimilació. Es va divorciar del seu marit, diputat parlamentari i, com a dona divorciada i “dona musulmana moderna”, va contribuir decisivament a denunciar les situacions de desavantatge de les dones en general i molt especialment de les dones casades. Ha estat una inspiradora per a les dones africanes. Va mostrar com les tradicions i costums no estan renyits amb la modernitat i la llibertat de les dones.
Va començar a escriure quan tenia 51 anys. La seva primera novel·la la va publicar el 1979, Une si longue lettre. La seva segona novel·la, Le chant écarlate, es va publicar internacionalment el 1986, quan ella ja havia mort. També cal destacar l'obra La fonction politique des littératures africaines écrites (1981). Ha estat la primera escriptora senegalesa a oferir una descripció, amb una lucidesa extraordinària i amb bellesa poètica, de la condició de les dones africanes, l'absència de drets i la poligàmia. Va rebre el premi Noma el 1980.

## Obres
- Une si longue lettre (novel·la, 1979)
- La Fonction politique des littératures africaines écrites (1981)
- Le Chant écarlate (novel·la, 1986)